# Tomislav Karamarko
Tomislav Karamarko (ur. 25 maja 1959 w Zadarze) – chorwacki polityk, urzędnik państwowy, parlamentarzysta, w latach 2008–2011 minister spraw wewnętrznych w rządach Iva Sanadera i Jadranki Kosor, od 2012 do 2016 przewodniczący Chorwackiej Wspólnoty Demokratycznej (HDZ), w 2016 pierwszy wicepremier w rządzie Tihomira Oreškovicia.

## Życiorys
W wieku pięciu lat przeniósł się z rodziną do Zagrzebia. Ukończył tam szkołę podstawową i średnią, po czym rozpoczął w 1979 studia prawnicze na Uniwersytecie w Zagrzebiu. Wkrótce przeniósł się na Wydział Filozoficzny, którego absolwentem został w 1985. Od 1987 pracował jako historyk archiwista w archiwum państwowym.
W 1989 brał udział w zakładaniu Chorwackiej Wspólnoty Demokratycznej. W 1991 w czasie wojny domowej organizował obozy dla uchodźców chorwackich. W tym okresie Tomislav Karamarko nawiązał współpracę ze Stjepanem Mesiciem. Z kolei premier Franjo Gregurić powierzył mu funkcję szefa swojego gabinetu, zaś w 1992 na tożsame stanowisko w administracji parlamentu mianował go jego przewodniczący Stjepan Mesić. W 1993 objął urząd szefa policji w Zagrzebiu. W 1996 przeszedł do pracy w Ministerstwie Spraw Wewnętrznych, po czym w 1998 został sekretarzem chorwackiego automobilklubu (Hrvatski autoklub). W 2000 kierował kampanią wyborczą Stjepana Mesicia w wyborach prezydenckich, a po jego zwycięstwie został doradcą prezydenta ds. bezpieczeństwa narodowego. Był następnie dyrektorem krajowego biura bezpieczeństwa (UNS, 2000–2002), agencji kontrwywiadu (POA, 2004–2008) i powołanej w jej miejsce agencji bezpieczeństwa i wywiadu (SOA, 2006–2008).
W październiku 2008 wszedł w skład rządu Iva Sanadera na stanowisko ministra spraw wewnętrznych. Pozostał na tym stanowisku również w lipcu 2009 w gabinecie Jadranki Kosor. Odszedł wraz z całym rządem w grudniu 2011. Przystąpił w trakcie urzędowania do Chorwackiej Wspólnoty Demokratycznej (jako urzędnik policji i służb specjalnych pozostawał przez szereg lat bezpartyjny). Z ramienia HDZ w wyborach w 2011 (w wyniku których jego ugrupowanie utraciło władzę) uzyskał mandat posła do Zgromadzenia Chorwackiego.
W 2012 został wybrany na nowego przewodniczącego Chorwackiej Wspólnoty Demokratycznej, stając się tym samym liderem opozycji. Zainicjowana przez niego Koalicja Patriotyczna zwyciężyła w wyborach parlamentarnych w 2015, sam Tomislav Karamarko uzyskał poselską reelekcję.
Po kilku tygodniach negocjacji doprowadził do zawarcia koalicji rządowej z ugrupowaniem Most, która na premiera wysunęła kandydaturę bezpartyjnego menedżera Tihomira Oreškovicia. 22 stycznia 2016 został pierwszym wicepremierem w nowo powołanym gabinecie.
15 czerwca 2016 odszedł z rządu, wiązało się to z ujawnieniem kontaktów jego żony z lobbystami węgierskiego koncernu paliwowego MOL, toczącego spór prawny z Chorwacją. Konsekwencją stało się przegłosowanie wotum nieufności dla całego gabinetu (również głosami posłów HDZ). Tomislav Karamarko nie był w stanie sformować nowej większości parlamentarnej, ustąpił następnie również z funkcji przewodniczącego partii.